# Ҵ
Ҵ, ҵ (Te Tse) é uma letra do alfabeto cirílico usado pela língua abcázia (аҧсуа бызшәа).
Seu formato se origina de uma ligadura de Te (Т т Т т) e Tse (Ц ц Ц ц), na qual representa uma africada ejetiva alveolar /tsʼ/. Está localizada entre Ц e Ч na ordem alfabética do abcázio e é transliterado na escrita latina como ⟨c̄⟩.

## Codificação
| Caixa | Codificação | decimal | hexa   |
| ----- | ----------- | ------- | ------ |
| Alta  | Unicode     | 1204    | U+04B4 |
| Baixa | Unicode     | 1205    | U+04B5 |
| Alta  | UTF-8       | 210 180 | D2 B4  |
| Baixa | UTF-8       | 210 181 | D2 B5  |